# José Manuel Moreno Periñán
José Manuel Moreno Periñán (n. 7 mai 1969, Amsterdam, Țările de Jos) este un ciclist spaniol, medaliat olimpic. A participat la o ediție a Jocurilor Olimpice (1992) în care a câștigat o medalie de aur.

## Participări
Lista de mai jos prezintă principalele competiții la care a participat José Manuel Moreno Periñán de-a lungul carierei.
- cycling at the 1992 Summer Olympics – men's track time trial[*]